# Grzybica otorbielakowa
Grzybica otorbielakowa (askosferioza, grzybica wapienna) (ascospaeriosis, Ascosphaerosis larvae apium) – choroba czerwia, wywołana przez otorbielaka pszczelego (Ascosphaera apis).
Choruje na nią i zamiera głównie zasklepiony czerw pszczeli i trutowy. Larwy zakażają się zarodnikami grzyba drogą pokarmową lub przez powłokę ciała. Po zasklepieniu komórki plastra grzybnia przerasta całe ciało zakażonej larwy, która zamiera, a jej ciało ulega mumifikacji. Zmumifikowane larwy, barwy ciemnej, rzadziej kremowej, leżą luźno w komórkach i są z łatwością usuwane przez pszczoły.
Grzybica otorbielakowa występuje najczęściej w latach chłodnych o dużej ilości opadów deszczu. Jest trudna do zwalczania, często pojawiają się nawroty, nawet mimo prawidłowego leczenia. Leczenie polega na podawaniu nystatyny i innych leków, połączone z przesiedleniem chorej rodziny pszczelej do innego ula oraz powiązane z wymianą matki. Plastry z wymarłym czerwiem należy przetopić.